# Davis Cup 2025
Davis Cup 2025 je 113. ročník týmové soutěže mužů v tenise. Dvojnásobným obhájcem titulu je Itálie. Po ruské invazi na Ukrajinu v závěru února 2022 pokračuje suspenzace reprezentací Ruska a Běloruska v soutěži.

## Formát a harmonogram
Prvním hracím termínem se stal rozšířený víkend mezi 30. lednem až 2. únorem 2025, kdy se konalo 1. kvalifikační kolo a baráže první a druhé světové skupiny. Skupinovou fázi finále nahradilo – v zářijovém termínu po US Open – 2. kvalifikační kolo se sedmi zápasy dvojic. Jejich vítězové postoupí do listopadového finálového turnaje Final 8, jehož hostitelem se v letech 2025–2027 stala Bologna. Osmé účastnické místo ve finále připadlo hostitelské Itálii. První a druhá světová skupina se konají souběžně s druhým kvalifikačním kolem o rozšířeném víkendu 12. až 14. září. V každé z nich, i jejich přidružených barážích, je hráno třináct vzájemných duelů do tří vítězných bodů ve dvou dnech, se čtyřmi dvouhrami a čtyřhrou jako v pořadí třetím utkáním.
Čtyři kontinentální zóny – americká, asijsko-oceánská, evropská a africká, jsou rozděleny do 3., 4. a 5. skupin, s jednotýdenním formátem základních bloků a barážové nástavby o konečné pořadí. Každý zápas probíhá jeden den do dvou vítězných bodů. Obsahuje dvě dvouhry a závěrečnou čtyřhrou. Všechny mezistátní zápasy ročníku jsou hrány na dva vítězné sety. Za stavu her 6–6 uzavírá každou sadu sedmibodový tiebreak. Kapitáni mohou do týmu nominovat až pět hráčů.

## Finále
- Místo konání: BolognaFiere Exhibition Centre / Bologna[8]
- Datum: 18.–23. listopadu 2025
- Povrch: tvrdý (hala)
- Formát: Ve Final 8 se utká osm týmů vyřazovacím systémem o zisk „salátové mísy“ pro vítěze.[2]

Do finálového turnaje nastoupí osm týmů:
- 7 vítězných týmů z 2. kvalifikačního kola hraného v září 2025
- 1 hostitelský tým (Itálie)

## Kvalifikace

### Pavouk
|  | 1. kolo | 1. kolo    | 1. kolo |           |   | 2. kolo        | 2. kolo | 2. kolo |  |  |  |  |  |
|  |         |            |         |           |   |                |         |         |  |  |  |  |  |
|  |         | Norsko (d) | 2       |           |   |                |         |         |  |  |  |  |  |
|  | 14      | Argentina  | 3       |           |   |                |         |         |  |  |  |  |  |
|  | 14      | Argentina  | 3       |           | 1 | Nizozemsko (d) |         |         |  |  |  |  |  |
|  |         |            |         |           | 1 | Nizozemsko (d) |         |         |  |  |  |  |  |
|  |         |            | 14      | Argentina |   |                |         |         |  |  |  |  |  |
|  |         |            | 14      | Argentina |   |                |         |         |  |  |  |  |  |
|  |         |            |         |           |   |                |         |         |  |  |  |  |  |

|  | 1. kolo | 1. kolo     | 1. kolo |  |  | 2. kolo | 2. kolo       | 2. kolo |
|  |         |             |         |  |  |         |               |         |
|  | 2       | Austrálie   | 3       |  |  |         |               |         |
|  |         | Švédsko (d) | 1       |  |  |         |               |         |
|  |         |             |         |  |  | 2       | Austrálie (d) |         |
|  |         |             |         |  |  | 13      | Belgie        |         |
|  |         | Chile       | 1       |  |  |         |               |         |
|  | 13      | Belgie (d)  | 3       |  |  |         |               |         |

|  | 1. kolo | 1. kolo      | 1. kolo |  |  | 2. kolo | 2. kolo      | 2. kolo |
|  |         |              |         |  |  |         |              |         |
|  | 3       | Kanada (d)   | 2       |  |  |         |              |         |
|  |         | Maďarsko     | 3       |  |  |         |              |         |
|  |         |              |         |  |  |         | Maďarsko (d) |         |
|  |         |              |         |  |  |         | Rakousko     |         |
|  |         | Rakousko (d) | 4       |  |  |         |              |         |
|  | 12      | Finsko       | 0       |  |  |         |              |         |

|  | 1. kolo | 1. kolo        | 1. kolo |  |  | 2. kolo | 2. kolo      | 2. kolo |
|  |         |                |         |  |  |         |              |         |
|  | 4       | Německo        | 3       |  |  |         |              |         |
|  |         | Izrael (d)     | 1       |  |  |         |              |         |
|  |         |                |         |  |  | 4       | Německo      |         |
|  |         |                |         |  |  |         | Japonsko (d) |         |
|  |         | Japonsko (d)   | 3       |  |  |         |              |         |
|  | 11      | Velká Británie | 2       |  |  |         |              |         |

|  | 1. kolo | 1. kolo       | 1. kolo |  |  | 2. kolo | 2. kolo           | 2. kolo |
|  |         |               |         |  |  |         |                   |         |
|  | 5       | Spojené státy | 4       |  |  |         |                   |         |
|  |         | Tchaj-wan (d) | 0       |  |  |         |                   |         |
|  |         |               |         |  |  | 5       | Spojené státy (d) |         |
|  |         |               |         |  |  | 10      | Česko             |         |
|  |         | Jižní Korea   | 0       |  |  |         |                   |         |
|  | 10      | Česko (d)     | 4       |  |  |         |                   |         |

|  | 1. kolo | 1. kolo       | 1. kolo |  |  | 2. kolo | 2. kolo       | 2. kolo |
|  |         |               |         |  |  |         |               |         |
|  | 6       | Srbsko        | 2       |  |  |         |               |         |
|  |         | Dánsko (d)    | 3       |  |  |         |               |         |
|  |         |               |         |  |  |         | Dánsko        |         |
|  |         |               |         |  |  | 9       | Španělsko (d) |         |
|  |         | Švýcarsko (d) | 1       |  |  |         |               |         |
|  | 9       | Španělsko     | 3       |  |  |         |               |         |

|  | 1. kolo | 1. kolo        | 1. kolo |  |  | 2. kolo | 2. kolo        | 2. kolo |
|  |         |                |         |  |  |         |                |         |
|  | 7       | Chorvatsko (d) | 3       |  |  |         |                |         |
|  |         | Slovensko      | 1       |  |  |         |                |         |
|  |         |                |         |  |  | 7       | Chorvatsko (d) |         |
|  |         |                |         |  |  | 8       | Francie        |         |
|  |         | Brazílie       | 0       |  |  |         |                |         |
|  | 8       | Francie (d)    | 4       |  |  |         |                |         |

| (d) | domácí tým |

### První kolo
- Datum: 30. ledna – 2. února 2025
- Formát: Dvacet šest družstev vytvořilo třináct párů. Jednotlivé dvojice sehrály vzájemná mezistátní utkání. Třináct vítězů postoupilo do zářijového 2. kvalifikačního kola 2025. Třináct poražených se kvalifikovalo do 1. světové skupiny 2025 hrané rovněž v září.[2]

Účast v 1. kvalifikačním kole si zajistilo 26 týmů:
- 12 týmů z 2.–16. místa finále 2023 (Itálie a Nizozemsko obdržely divokou kartu do finále)
- 12 vítězů 1. světové skupiny 2024

| Nasazené týmy 1. Austrálie (2. ITF) 2. Kanada (3.) 3. Německo (5.) 4. Spojené státy (6.) 5. Srbsko (7.) 6. Chorvatsko (8.) 7. Francie (9.) 8. Španělsko (10.) 9. Česko (11.) 10. Velká Británie (12.) 11. Finsko (13.) 12. Belgie (14.) 13. Argentina (15.) | Nenasazené týmy - Chile (16.) - Brazílie (17.) - Slovensko (18.) - Jižní Korea (19.) - Švédsko (20.) - Maďarsko (22.) - Švýcarsko (23.) - Rakousko (24.) - Dánsko (25.) - Tchaj-wan (27.) - Izrael (28.) - Japonsko (29.) - Norsko (31.) |

Žebříček ITF k 25. listopadu 2024.
| 1. kvalifikační kolo: 30. ledna – 2. února 2025 | 1. kvalifikační kolo: 30. ledna – 2. února 2025 | 1. kvalifikační kolo: 30. ledna – 2. února 2025 | 1. kvalifikační kolo: 30. ledna – 2. února 2025 | 1. kvalifikační kolo: 30. ledna – 2. února 2025 | 1. kvalifikační kolo: 30. ledna – 2. února 2025 | 1. kvalifikační kolo: 30. ledna – 2. února 2025 |
| Domácí                                          | výsledek                                        | hosté                                           | místo konání                                    | areál / hala                                    | povrch                                          |                                                 |
| ----------------------------------------------- | ----------------------------------------------- | ----------------------------------------------- | ----------------------------------------------- | ----------------------------------------------- | ----------------------------------------------- | ----------------------------------------------- |
| Švédsko                                         | 1–3                                             | Austrálie [2]                                   | Stockholm                                       | Kungliga tennishallen                           | tvrdý (hala)                                    |                                                 |
| Kanada [3]                                      | 2–3                                             | Maďarsko                                        | Montréal                                        | IGA Stadium                                     | tvrdý (hala)                                    |                                                 |
| Izrael                                          | 1–3                                             | Německo [4]                                     | Vilnius (Litva)                                 | SEB Arena                                       | tvrdý (hala)                                    |                                                 |
| Tchaj-wan                                       | 0–4                                             | Spojené státy [5]                               | Tchaj-pej                                       | Tchajpejské tenisové centrum                    | tvrdý (hala)                                    |                                                 |
| Dánsko                                          | 3–2                                             | Srbsko [6]                                      | Kodaň                                           | Royal Arena                                     | tvrdý (hala)                                    |                                                 |
| Chorvatsko [7]                                  | 3–1                                             | Slovensko                                       | Osijek                                          | Gradski vrt Hall                                | tvrdý (hala)                                    |                                                 |
| Francie [8]                                     | 4–0                                             | Brazílie                                        | Orléans                                         | Palais des Sports                               | tvrdý (hala)                                    |                                                 |
| Švýcarsko                                       | 1–3                                             | Španělsko [9]                                   | Biel                                            | Swiss Tennis Arena                              | tvrdý (hala)                                    |                                                 |
| Česko [10]                                      | 4–0                                             | Jižní Korea                                     | Ostrava                                         | RT Torax Arena                                  | tvrdý (hala)                                    |                                                 |
| Japonsko                                        | 3–2                                             | Velká Británie [11]                             | Miki                                            | Bourbon Beans Dome                              | tvrdý (hala)                                    |                                                 |
| Rakousko                                        | 4–0                                             | Finsko [12]                                     | Schwechat                                       | Multiversum Schwechat                           | antuka (hala)                                   |                                                 |
| Belgie [13]                                     | 3–1                                             | Chile                                           | Hasselt                                         | Sporthal Alverberg                              | tvrdý (hala)                                    |                                                 |
| Norsko                                          | 2–3                                             | Argentina [14]                                  | Fjellhamar                                      | Fjellhamar Arena                                | tvrdý (hala)                                    |                                                 |

Vysvětlivky
1. ↑  Hráno na neutrální půdě v Litvě.

### Druhé kolo
- Datum: 12.–14. září 2025
- Formát: Čtrnáct družstev vytvořilo sedm párů. Jednotlivé dvojice sehrají vzájemná mezistátní utkání. Sedm vítězů postoupí do listopadového Final 8, z něhož vzejde vítěz ročníku. Sedm poražených se zúčastní 1. kvalifikačního kola 2026.[2]

Účast ve 2. kvalifikačním kole si zajistilo 14 týmů:
- 1 poražený finalista Davis Cupu 2024 (Nizozemsko)
- 13 vítězů 1. kvalifikačního kola 2025

| 2. kvalifikační kolo: 12.–13. a 13.–14. září 2025 | 2. kvalifikační kolo: 12.–13. a 13.–14. září 2025 | 2. kvalifikační kolo: 12.–13. a 13.–14. září 2025 | 2. kvalifikační kolo: 12.–13. a 13.–14. září 2025 | 2. kvalifikační kolo: 12.–13. a 13.–14. září 2025 | 2. kvalifikační kolo: 12.–13. a 13.–14. září 2025 | 2. kvalifikační kolo: 12.–13. a 13.–14. září 2025 |
| Domácí                                            | výsledek                                          | hosté                                             | místo konání                                      | areál / hala                                      | povrch                                            |                                                   |
| ------------------------------------------------- | ------------------------------------------------- | ------------------------------------------------- | ------------------------------------------------- | ------------------------------------------------- | ------------------------------------------------- | ------------------------------------------------- |
| Nizozemsko [1]                                    | –                                                 | Argentina [14]                                    | Groningen                                         | MartiniPlaza                                      | tvrdý (hala)                                      |                                                   |
| Austrálie [2]                                     | –                                                 | Belgie [13]                                       |                                                   |                                                   |                                                   |                                                   |
| Maďarsko                                          | –                                                 | Rakousko                                          | Debrecín                                          | Főnix Aréna                                       |                                                   |                                                   |
| Japonsko                                          | –                                                 | Německo [4]                                       | Tokio                                             | Ariake Coliseum                                   | tvrdý (hala)                                      |                                                   |
| Spojené státy [5]                                 | –                                                 | Česko [10]                                        |                                                   |                                                   |                                                   |                                                   |
| Španělsko [9]                                     | –                                                 | Dánsko                                            | Marbella                                          | Club de Tenis Puente Romano                       | antuka                                            |                                                   |
| Chorvatsko [7]                                    | –                                                 | Francie [8]                                       |                                                   |                                                   |                                                   |                                                   |

## 1. světová skupina
- Datum: 12.–14. září 2025
- Formát: Dvacet šest družstev vytvořilo třináct párů. Jednotlivé dvojice sehrají vzájemná mezistátní utkání. Třináct vítězů postoupí do 1. kvalifikačního kola 2026. Třináct poražených se kvalifikuje do baráže 1. světové skupiny 2026.[2]

Účast v 1. světové skupiny si zajistilo dvacet šest týmů:
- 13 poražených týmů z 1. kvalifikačního kola hraného na přelomu ledna a února 2025
- 13 vítězných týmů z baráže 1. světové skupiny hrané na přelomu ledna a února 2025

| Nasazené týmy 1. Kanada (6. Žebříček ITF) 2. Finsko (14.) 3. Srbsko (15.) 4. Velká Británie (16.) 5. Chile (17.) 6. Brazílie (19.) 7. Slovensko (21.) 8. Jižní Korea (23.) 9. Švýcarsko (24.) 10. Švédsko (25.) 11. Portugalsko (26.) 12. Tchaj-wan (27.) 13. Bosna a Hercegovina (28.) | Nenasazené týmy - Kazachstán (29.) - Izrael (30.) - Peru (31.) - Norsko (32.) - Turecko (33.) - Polsko (34.) - Kolumbie (35.) - Bulharsko (36.) - Indie (37.) - Ekvádor (38.) - Řecko (38.) - Lucembursko (41.) - Tunisko (47.) |

Žebříček ITF k 3. únoru 2025.
| 1. světová skupina: 12.–13. a 13.–14. září 2025 | 1. světová skupina: 12.–13. a 13.–14. září 2025 | 1. světová skupina: 12.–13. a 13.–14. září 2025 | 1. světová skupina: 12.–13. a 13.–14. září 2025 | 1. světová skupina: 12.–13. a 13.–14. září 2025 | 1. světová skupina: 12.–13. a 13.–14. září 2025 | 1. světová skupina: 12.–13. a 13.–14. září 2025 |
| Domácí                                          | výsledek                                        | hosté                                           | místo konání                                    | areál / hala                                    | povrch                                          |                                                 |
| ----------------------------------------------- | ----------------------------------------------- | ----------------------------------------------- | ----------------------------------------------- | ----------------------------------------------- | ----------------------------------------------- | ----------------------------------------------- |
| Kanada [1]                                      | –                                               | Izrael                                          |                                                 |                                                 |                                                 |                                                 |
| Bulharsko                                       | –                                               | Finsko [2]                                      |                                                 |                                                 |                                                 |                                                 |
| Srbsko [3]                                      | –                                               | Turecko                                         |                                                 |                                                 |                                                 |                                                 |
| Polsko                                          | –                                               | Velká Británie [4]                              |                                                 |                                                 |                                                 |                                                 |
| Chile [5]                                       | –                                               | Lucembursko                                     |                                                 |                                                 |                                                 |                                                 |
| Řecko                                           | –                                               | Brazílie [6]                                    |                                                 |                                                 |                                                 |                                                 |
| Slovensko [7]                                   | –                                               | Kolumbie                                        |                                                 |                                                 |                                                 |                                                 |
| Jižní Korea [8]                                 | –                                               | Kazachstán                                      |                                                 |                                                 |                                                 |                                                 |
| Švýcarsko [9]                                   | –                                               | Indie                                           |                                                 |                                                 |                                                 |                                                 |
| Švédsko [10]                                    | –                                               | Tunisko                                         |                                                 |                                                 |                                                 |                                                 |
| Peru                                            | –                                               | Portugalsko [11]                                |                                                 |                                                 |                                                 |                                                 |
| Tchaj-wan [12]                                  | –                                               | Norsko                                          |                                                 |                                                 |                                                 |                                                 |
| Ekvádor                                         | –                                               | Bosna a Hercegovina [13]                        |                                                 |                                                 |                                                 |                                                 |

### Baráž
- Datum: 31. ledna – 2. února 2025
- Formát: Dvacet šest družstev vytvořilo třináct párů. Jednotlivé dvojice odehrály vzájemná mezistátní utkání. Třináct vítězů postoupilo do zářijové 1. světové skupiny 2025. Třináct poražených se kvalifikovalo do 2. světové skupiny 2025 hrané rovněž v zářijovém termínu.[2]

Baráže 1. světové skupiny se zúčastnilo dvacet šest týmů:
- 12 poražených týmů z 1. světové skupiny 2024
- 12 vítězných týmů z 2. světové skupiny 2024
- 2 žebříčkově nejvýše poražení z 2. světové skupiny 2024 (Mexiko, Pákistán)

| Nasazené týmy 1. Kazachstán (21. ITF) 2. Portugalsko (26.) 3. Bosna a Hercegovina (30.) 4. Kolumbie (32.) 5. Turecko (33.) 6. Peru (34.) 7. Ukrajina (35.) 8. Ekvádor (36.) 9. Rumunsko (37.) 10. Indie (38.) 11. Řecko (39.) 12. Litva (40.) 13. Polsko (41.) | Nenasazené týmy - Uzbekistán (42.) - Bulharsko (43.) - Egypt (44.) - Uruguay (45.) - Libanon (46.) - Mexiko (46.) - Pákistán (46.) - Monako (51.) - Barbados (53.) - Lucembursko (54.) - Tunisko (56.) - Gruzie (61.) - Togo (73.) |

Žebříček ITF k 18. září 2024.
| Baráž 1. světové skupiny: 31. ledna – 1. února a 1.–2. února 2025 | Baráž 1. světové skupiny: 31. ledna – 1. února a 1.–2. února 2025 | Baráž 1. světové skupiny: 31. ledna – 1. února a 1.–2. února 2025 | Baráž 1. světové skupiny: 31. ledna – 1. února a 1.–2. února 2025 | Baráž 1. světové skupiny: 31. ledna – 1. února a 1.–2. února 2025 | Baráž 1. světové skupiny: 31. ledna – 1. února a 1.–2. února 2025 | Baráž 1. světové skupiny: 31. ledna – 1. února a 1.–2. února 2025 |
| Domácí                                                            | výsledek                                                          | hosté                                                             | místo konání                                                      | areál / hala                                                      | povrch                                                            |                                                                   |
| ----------------------------------------------------------------- | ----------------------------------------------------------------- | ----------------------------------------------------------------- | ----------------------------------------------------------------- | ----------------------------------------------------------------- | ----------------------------------------------------------------- | ----------------------------------------------------------------- |
| Kazachstán [1]                                                    | 4–0                                                               | Pákistán                                                          | Astana                                                            | Beeline Arena                                                     | tvrdý (hala)                                                      |                                                                   |
| Monako                                                            | 2–3                                                               | Portugalsko [2]                                                   | Roquebrune-Cap-Martin (Francie)                                   | Monte Carlo Country Club                                          | antuka                                                            |                                                                   |
| Uzbekistán                                                        | 1–3                                                               | Bosna a Hercegovina [3]                                           | Taškent                                                           | Olympic Tennis School                                             | tvrdý (hala)                                                      |                                                                   |
| Kolumbie [4]                                                      | 3–2                                                               | Barbados                                                          | Ibagué                                                            | Complejo de Raqueta                                               | antuka                                                            |                                                                   |
| Turecko [5]                                                       | 5–0                                                               | Mexiko                                                            | Istanbul                                                          | Tenis Eskrim Dağcılık SK                                          | tvrdý (hala)                                                      |                                                                   |
| Libanon                                                           | 0–4                                                               | Peru [6]                                                          | Káhira (Egypt)                                                    | Smash Sporting Club                                               | antuka                                                            |                                                                   |
| Tunisko                                                           | 3–2                                                               | Ukrajina [7]                                                      | El Menzah                                                         | El Menzah Sports Palace                                           | tvrdý (hala)                                                      |                                                                   |
| Ekvádor [8]                                                       | 3–1                                                               | Uruguay                                                           | Salinas                                                           | Salinas Golf y Tenis Club                                         | tvrdý                                                             |                                                                   |
| Rumunsko [9]                                                      | 1–3                                                               | Bulharsko                                                         | Craiova                                                           | Polyvalent Hall                                                   | tvrdý (hala)                                                      |                                                                   |
| Indie [10]                                                        | 4–0                                                               | Togo                                                              | Nové Dillí                                                        | DLTA Complex                                                      | tvrdý                                                             |                                                                   |
| Řecko [11]                                                        | 3–2                                                               | Egypt                                                             | Athény                                                            | Ace Tennis Club                                                   | antuka (hala)                                                     |                                                                   |
| Lucembursko                                                       | 3–1                                                               | Litva [12]                                                        | Lucemburk                                                         | d'Coque                                                           | tvrdý (hala)                                                      |                                                                   |
| Gruzie                                                            | 0–4                                                               | Polsko [13]                                                       | Tbilisi                                                           | Sportovní palác v Tbilisi                                         | tvrdý (hala)                                                      |                                                                   |

## 2. světová skupina
- Datum: 12.–14. září 2025
- Formát: Dvacet šest družstev vytvořilo třináct párů. Jednotlivé dvojice sehrají vzájemná mezistátní utkání. Třináct vítězů postoupí do baráže 1. světové skupiny 2026. Třináct poražených se kvalifikuje do baráže 2. světové skupiny 2026.[2]

Účast ve 2. světové skupině si zajistilo dvacet šest týmů:
- 13 poražených týmů z baráže 1. světové skupiny hrané na přelomu ledna a února 2025
- 13 vítězných týmů z baráže 2. světové skupiny hrané na přelomu ledna a února 2025

| Nasazené týmy 1. Ukrajina (40. ITF) 2. Rumunsko (42.) 3. Litva (43.) 4. Egypt (44.) 5. Uzbekistán (45.) 6. Irsko (46.) 7. Monako (48.) 8. Nový Zéland (48.) 9. Uruguay (50.) 10. Maroko (51.) 11. Libanon (52.) 12. Mexiko (53.) 13. Pákistán (53.) | Nenasazené týmy - Barbados (55.) - Hongkong (55.) - Gruzie (57.) - Jižní Afrika (58.) - Salvador (59.) - Estonsko (60.) - Togo (61.) - Čína (62.) - Slovinsko (63.) - Paraguay (64.) - Kypr (65.) - Dominikánská republika (66.) - Benin (68.) |

Žebříček ITF k 3. únoru 2025.
| 2. světová skupina: 12.–13. a 13.–14. září 2025 | 2. světová skupina: 12.–13. a 13.–14. září 2025 | 2. světová skupina: 12.–13. a 13.–14. září 2025 | 2. světová skupina: 12.–13. a 13.–14. září 2025 | 2. světová skupina: 12.–13. a 13.–14. září 2025 | 2. světová skupina: 12.–13. a 13.–14. září 2025 | 2. světová skupina: 12.–13. a 13.–14. září 2025 |
| Domácí                                          | výsledek                                        | hosté                                           | místo konání                                    | areál / hala                                    | povrch                                          |                                                 |
| ----------------------------------------------- | ----------------------------------------------- | ----------------------------------------------- | ----------------------------------------------- | ----------------------------------------------- | ----------------------------------------------- | ----------------------------------------------- |
| Ukrajina [1]                                    | –                                               | Dominikánská republika                          |                                                 |                                                 |                                                 |                                                 |
| Salvador                                        | –                                               | Rumunsko [2]                                    |                                                 |                                                 |                                                 |                                                 |
| Litva [3]                                       | –                                               | Benin                                           |                                                 |                                                 |                                                 |                                                 |
| Togo                                            | –                                               | Egypt [4]                                       |                                                 |                                                 |                                                 |                                                 |
| Hongkong                                        | –                                               | Uzbekistán [5]                                  |                                                 |                                                 |                                                 |                                                 |
| Irsko [6]                                       | –                                               | Čína                                            |                                                 |                                                 |                                                 |                                                 |
| Kypr                                            | –                                               | Monako [7]                                      |                                                 |                                                 |                                                 |                                                 |
| Nový Zéland [8]                                 | –                                               | Gruzie                                          |                                                 |                                                 |                                                 |                                                 |
| Slovinsko                                       | –                                               | Uruguay [9]                                     |                                                 |                                                 |                                                 |                                                 |
| Jižní Afrika                                    | –                                               | Maroko [10]                                     |                                                 |                                                 |                                                 |                                                 |
| Libanon [11]                                    | –                                               | Barbados                                        |                                                 |                                                 |                                                 |                                                 |
| Paraguay                                        | –                                               | Pákistán [12]                                   |                                                 |                                                 |                                                 |                                                 |
| Estonsko                                        | –                                               | Mexiko [13]                                     |                                                 |                                                 |                                                 |                                                 |

### Baráž
- Datum: 31. ledna – 2. února 2025
- Formát: Dvacet šest družstev vytvořilo třináct párů. Jednotlivé dvojice odehrály vzájemná mezistátní utkání. Třináct vítězů postoupilo do zářijové 2. světové skupiny 2025. Třináct poražených se kvalifikovalo do 3. skupin kontinentálních zón 2025.[2]

Baráže 2. světové skupiny se zúčastnilo dvacet šest týmů:
- 10 žebříčkově nejníže postavených týmů, které prohrály ve 2. světové skupině 2024
- 12 vítězných týmů z baráží 3. skupin kontinentálních zón 2024
  - 3 týmy z Evropy
  - 3 týmy z Asie a Oceánie
  - 3 týmy z Ameriky
  - 3 týmy z Afriky
- 4 žebříčkově nejvýše postavené týmy z 3. skupin kontinentálních zón 2024, které nepostoupily řádně (Benin, Indonésie, Jamajka a Moldavsko)

| Nasazené týmy 1. Lotyšsko (46. ITF) 2. Nový Zéland (46.) 3. Irsko (52.) 4. Maroko (54.) 5. Jižní Afrika (57.) 6. Salvador (58.) 7. Hongkong (59.) 8. Estonsko (60.) 9. Bolívie (62.) 10. Slovinsko (63.) 11. Čína (64.) 12. Paraguay (65.) 13. Thajsko (66.) | Nenasazené týmy - Dominikánská republika (67.) - Indonésie (68.) - Kypr (69.) - Jamajka (70.) - Zimbabwe (71.) - Namibie (72.) - Venezuela (74.) - Saúdská Arábie (75.) - Sýrie (79.) - Moldavsko (80.) - Nigérie (82.) - Benin (85.) - Černá Hora (92.) |

Žebříček ITF k 18. září 2024.
| Baráž 2. světové skupiny: 31. ledna – 1. února a 1.–2. února 2025 | Baráž 2. světové skupiny: 31. ledna – 1. února a 1.–2. února 2025 | Baráž 2. světové skupiny: 31. ledna – 1. února a 1.–2. února 2025 | Baráž 2. světové skupiny: 31. ledna – 1. února a 1.–2. února 2025 | Baráž 2. světové skupiny: 31. ledna – 1. února a 1.–2. února 2025 | Baráž 2. světové skupiny: 31. ledna – 1. února a 1.–2. února 2025 | Baráž 2. světové skupiny: 31. ledna – 1. února a 1.–2. února 2025 |
| Domácí                                                            | výsledek                                                          | hosté                                                             | místo konání                                                      | areál / hala                                                      | povrch                                                            |                                                                   |
| ----------------------------------------------------------------- | ----------------------------------------------------------------- | ----------------------------------------------------------------- | ----------------------------------------------------------------- | ----------------------------------------------------------------- | ----------------------------------------------------------------- | ----------------------------------------------------------------- |
| Benin                                                             | 3–2                                                               | Lotyšsko [1]                                                      | Cotonou                                                           | Sofitel Marina Hotel                                              | tvrdý                                                             |                                                                   |
| Jamajka                                                           | 2–3                                                               | Nový Zéland [2]                                                   | Kingston                                                          | Eric Bell National Tennis Centre                                  | tvrdý                                                             |                                                                   |
| Saúdská Arábie                                                    | 0–5                                                               | Irsko [3]                                                         | Rijád                                                             | Net Tennis Academy                                                | tvrdý                                                             |                                                                   |
| Zimbabwe                                                          | 0–4                                                               | Maroko [4]                                                        | Harare                                                            | Harare Sports Club                                                | tvrdý                                                             |                                                                   |
| Jižní Afrika [5]                                                  | 3–1                                                               | Nigérie                                                           | Pretorie                                                          | Groenkloof Tennis Club                                            | tvrdý                                                             |                                                                   |
| Salvador [6]                                                      | 3–2                                                               | Moldavsko                                                         | Santa Tecla                                                       | Cancha Estadio Rafael Arévalo                                     | tvrdý                                                             |                                                                   |
| Namibie                                                           | 2–3                                                               | Hongkong [7]                                                      | Windhoek                                                          | Central Tennis Club                                               | tvrdý                                                             |                                                                   |
| Estonsko [8]                                                      | 4–0                                                               | Venezuela                                                         | Tallinn                                                           | Forus Tennisecenter Tondi                                         | tvrdý (hala)                                                      |                                                                   |
| Dominikánská republika                                            | 3–1                                                               | Bolívie [9]                                                       | Santo Domingo                                                     | Centro Nacional de Tenis Parque del Este                          | tvrdý                                                             |                                                                   |
| Slovinsko [10]                                                    | 4–0                                                               | Indonésie                                                         | Velenje                                                           | Bela dvorana Velenje                                              | antuka (hala)                                                     |                                                                   |
| Čína [11]                                                         | 4–0                                                               | Černá Hora                                                        | Ču-chaj                                                           | Mezinárodní tenisové centrum Cheng-čchin                          | tvrdý                                                             |                                                                   |
| Paraguay [12]                                                     | bez boje                                                          | Sýrie                                                             | Asunción                                                          | Club Internacional de Tenis                                       | antuka                                                            |                                                                   |
| Kypr                                                              | 4–0                                                               | Thajsko [13]                                                      | Nikósie                                                           | Nicosia Field Club                                                | antuka                                                            |                                                                   |

## 3. skupina
Týmy z prvních tří míst každé kontinentální zóny ve 3. skupině postoupí do baráže 2. světové skupiny 2026. Družstva na posledních dvou místech v každé zóně sestoupí do 4. skupiny 2026.

### Americká zóna
- Místo konání: Costa Rica Country Club, San José, Kostarika (tvrdý, hala)
- Datum: Týden od 9. června 2025[12]

#### Účastníci
- Aruba
- Bermudy
- Bolívie
- Kostarika
- Honduras
- Jamajka
- Portoriko
- Venezuela

### Zóna Asie a Oceánie
- Místo konání: Hanaka Paris Ocean Park, Hanoj, Vietnam (tvrdý)
- Datum: Týden od 14. července 2025[13]

#### Účastníci
- Kambodža
- Indonésie
- Írán
- Jordánsko
- Saúdská Arábie
- Singapur
- Srí Lanka
- Thajsko
- Vietnam

### Zóna Evropy
- Místo konání: Tennis Club JUG, Skopje, Severní Makedonie (antuka)
- Datum: Týden od 9. června 2025[14]

#### Účastníci
- Arménie
- Lotyšsko
- Malta
- Moldavsko
- Černá Hora
- Severní Makedonie

### Zóna Afriky
- Místo konání: Harare Sports Club, Harare, Zimbabwe (tvrdý)
- Datum: Týden od 11. srpna 2025[15]

#### Účastníci
- Alžírsko
- Namibie
- Nigérie
- Senegal
- Zimbabwe

## 4. skupina
Týmy z prvních dvou míst každé kontinentální zóny ve 4. skupině postoupí do 3. skupiny odpovídající zóny v roce 2026. Družstva na posledních dvou místech v asijsko-oceánské a africké zóně sestoupí do 5. skupiny odpovídajících zón v roce 2026.

### Americká zóna
- Místo konání: bude oznámeno
- Datum: bude oznámeno[16]

#### Účastníci
- Antigua a Barbuda
- Bahamy
- Kuba
- Guatemala
- Haiti
- Panama
- Svatá Lucie
- Surinam
- Trinidad a Tobago
- Americké Panenské ostrovy

### Zóna Asie a Oceánie
- Místo konání: bude oznámeno
- Datum: bude oznámeno[17]

#### Účastníci
- Irák
- Kuvajt
- Kyrgyzstán
- Malajsie
- Nepál
- Pacifická Oceánie
- Filipíny
- Katar

### Zóna Evropy
- Místo konání: bude oznámeno
- Datum: bude oznámeno[18]

#### Účastníci
- Albánie
- Andorra
- Ázerbájdžán
- Island
- Kosovo
- Lichtenštejnsko
- San Marino

#### Neaktivní týmy
- Bělorusko (suspenzace)
- Rusko (suspenzace)

### Zóna Afriky
- Místo konání: bude oznámeno
- Datum: bude oznámeno[19]

#### Účastníci
- Angola
- Burundi
- Konžská DR
- Gabon
- Ghana
- Pobřeží slonoviny
- Keňa
- Mauricius

## 5. skupina
Týmy z prvních dvou míst kontinentální zóny v 5. skupině postoupí do 4. skupiny odpovídající zóny v roce 2026. 

### Zóna Asie a Oceánie
- Místo konání: bude oznámeno
- Datum: bude oznámeno[20]

#### Účastníci
- Bahrajn
- Bangladéš
- Bhútán
- Brunej
- Guam
- Laos
- Macao
- Maledivy
- Mongolsko
- Myanmar
- Severní Mariany
- Tádžikistán
- Turkmenistán
- Spojené arabské emiráty
- Jemen

### Zóna Afriky
- Místo konání: National Tennis Centre, Gaborone, Botswana (tvrdý)
- Datum: Týden od 21. července 2025[21]

#### Účastníci
- Botswana
- Kamerun
- Kongo
- Džibutsko
- Etiopie
- Lesotho
- Madagaskar
- Mauritánie
- Mosambik
- Rwanda
- Seychely
- Súdán
- Tanzanie
- Uganda